# Janolus fuscus
Janolus fuscus är en snäckart som beskrevs av O'Donohue 1924. Janolus fuscus ingår i släktet Janolus och familjen Janolidae. Inga underarter finns listade i Catalogue of Life.

## Bildgalleri

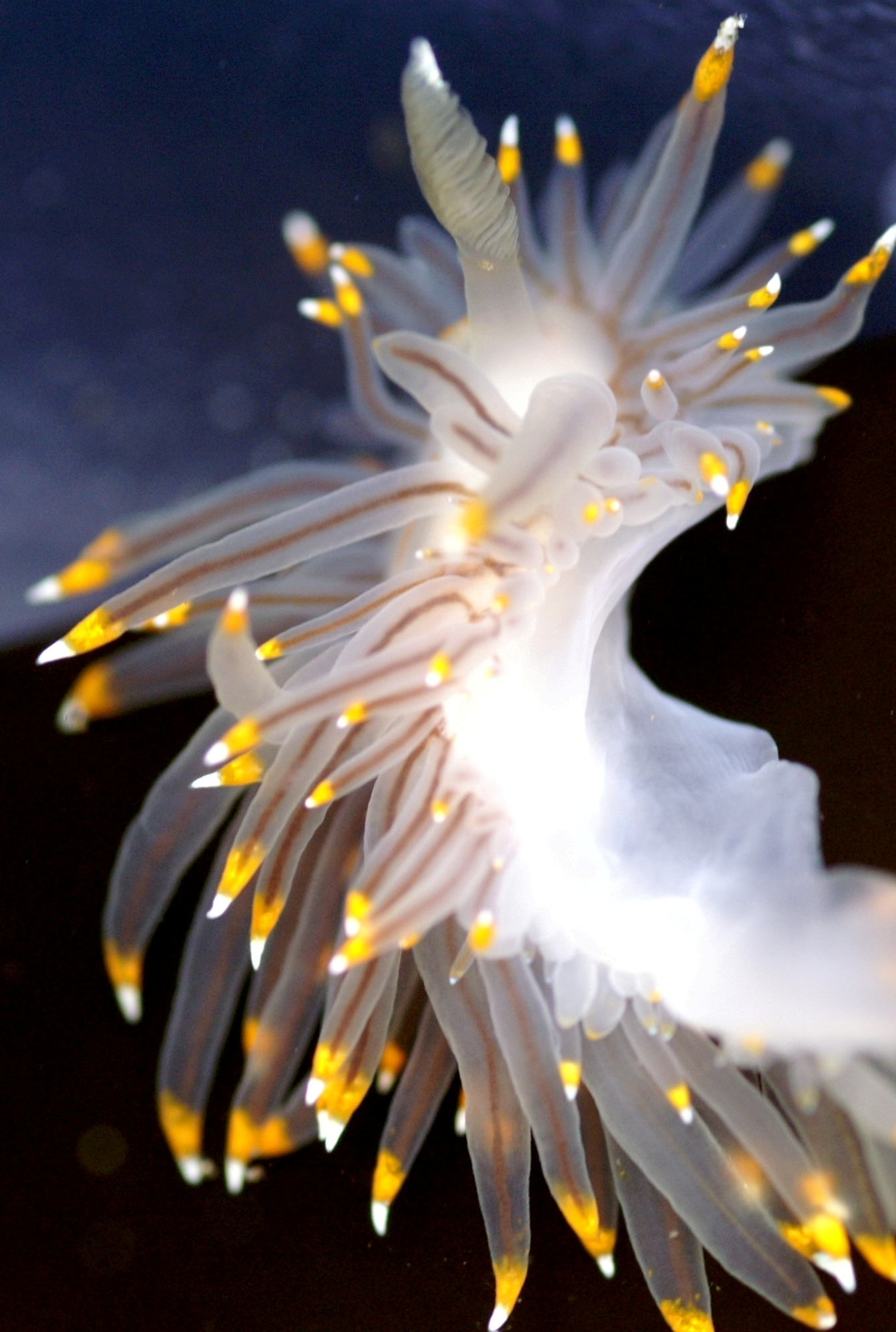
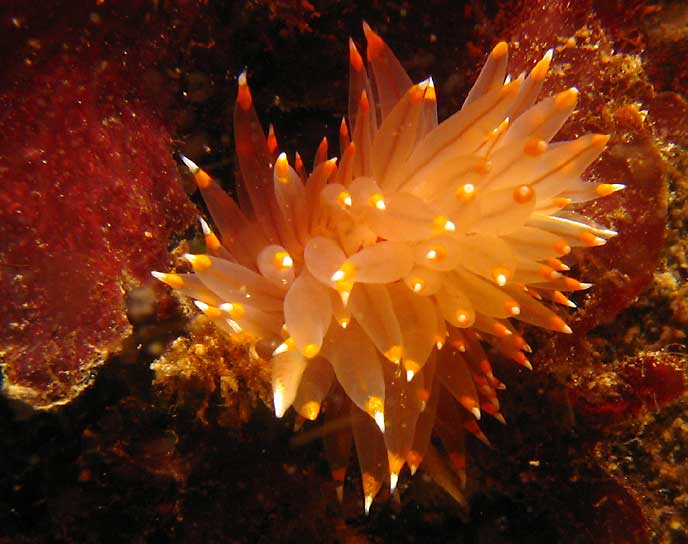